# اغتيال أندريه كارلوف
قُتل السفير الروسي أندريه كارلوف في تركيا بالرصاص في يوم الاثنين 29 ديسمبر 2016، في هجوم مسلح وقع في أنقرة، بعد أن قام رجل مسلح بفتح النار عليه، بينما كان يزور معرضاً فنياً في العاصمة التركية أنقرة. وبعد الهجوم، كان يقول الجاني: «الله أكبر، الله أكبر، لن ننسى حلب، لن ننسى سوريا، هذا من أجل حلب».

## خلفية
وقعَ الاغتيال بعدما بدأت وسائل الإعلام المحليّة والدولية في تغطية أخبار روسيا وما تقومُ به في سوريا، كما تزامت عمليّة الاغتيال معَ احتجاجاتٍ قادها أتراك ضدّ التدخل الروسي في الحرب الأهلية السورية وخاصة الهجوم على حلب. من جهةٍ أخرى؛ كانَ المسؤولون الروس والأتراك قد أجروا محادثات حول التوسط لوقف إطلاق النار في سوريا أثناء إخلاء المدنيين من حلب؛ حيثُ كانت تعتزم روسيا وتركيا بالإضافةِ إلى إيران الاجتماع للتفاوض على تسويةٍ بشأن الحرب الأهلية السورية.

## الاغتيال
تلقى كارلوف السفير الروسي في تركيا دعوةً لإلقاء خطابٍ في افتتاح معرضٍ للتصوير الفوتوغرافي التركي للريف الروسي. أُقيم المعرض تحتَ اسمِ «روسيا من خلال عيون الأتراك» في مركز للفنون الحديثة بأحدِ مناطق مدينة أنقرة.
دخل مولود الطنطاش – وهو شرطيّ تركي كان خارج الخدمة حينها – إلى القاعة باستخدام هويته كشرطي ما جعل الحضور والمنظمين يعتقدون أنه أحد الحراس الشخصيين لكارلوف. بمجرّد ما بدأ هذا الأخير حديثه؛ باغتهُ مولود بعدة طلقات من مسدسه من الخلف مُتسببًا له في جروح قاتلة كما أصابَ عدة أشخاص آخرين.
بعد إطلاقه النار على كارلوف؛ رفعَ مولود الطنطاش مسدسه في الهواء صارخًا: «الله أكبر، الله أكبر ... لا تنسوا حلب ولا تنسوا سوريا.» كما قال: «[السوريون] يموتون هناك؛ يموتون في حلب.» بعد فترة وجيزة؛ أطلقت قوات الأمن التركية النار على الطنطاش متسببةً في إصابتهِ هو الآخر.

## المَعنِيَيِنِ

### الضحيّة
وُلد أندريه غناديفيتش كارلوف في موسكو عام 1954؛ وتلقى تعليمه في معهد موسكو الحكومي للعلاقات الدولية. بدأَ حياته المهنية مع الحكومة في وزارة الشؤون الخارجية في الاتحاد السوفياتي في عام 1976. كان كارلوف يُتقن الحديث باللغة الكورية وشغلَ العديد من المناصب الدبلوماسية في السفارة الروسية لدى كوريا الشمالية بما في ذلك منصب سفير روسيا في كوريا الشمالية في الفترة الممتدة من حزيران/يونيو 2001 إلى كانون الأول/ديسمبر 2006. عُيّن كارلوف كسفيرٍ لروسيا لدى تركيا منذُ تمّوز/يوليو 2013.
أندريه كارلوف هو رابع دبلوماسي روسي يُفارق الحياة أثناء تأديته لواجبه؛ بعد ألكسندر غريبايدوف الذي قُتل حينما كان يشغلُ منصب سفير إمبراطوري روسي لدى القاجاريون عام 1829، وفاتسلاف فوروفسكي الذي قُتل كممثل سوفيتي في مؤتمر لوزان عام 1923 بالإضافةِ إلى بيوتر فويكوف الذي قُتل عام 1927 حينما كان سفيرًا للاتحاد السوفييتي لدى بولندا.

### المُهاجِم
تمّ التعرف على قاتل السفير الروسي؛ حيث تبيّن أن اسمهُ مولود الطنطاش (بالتركية: Mevlüt Mert Altıntaş)‏ ووُلد يوم 24 حزيران/يونيو 1994 بينما توفيّ في 29 كانون الأول/ديسمبر 2016 وهوَ ضابط شرطة في وحدة مكافحة الشغب خارج الخدمة.
رُفض مولود من الجامعة مرتين؛ فالتحقَ بمدرسة الشرطة في مدينة إزمير قبل أن يتخرّج منها في عام 2014. نَقل عنه شقيقته قوله: «حينما التحقَ بكليّة الشرطة؛ كان قد بدأ تأدية الصلاة.» خدم مولود في وحدة شرطة مكافحة الشغب في أنقرة لمدة عامين ونصف؛ وكان واحدًا من الحراس الأمنيين للرئيس التركي رجب طيب أردوغان في ثماني مناسبات منذ تمّوز/يوليو 2016.
أفادت صحيفة محليّة تركية أن الطنطاش قد تم تعليقه عن العمل في أوائل تشرين الأوّل/أكتوبر 2016 بسبب الاشتباه في تورطه في محاولة الانقلاب على الرئيس أردوغان لكنه عاد إلى الخدمة في منتصف تشرين الثاني/نوفمبر.
زار الطنطاش دولة قطر عدة مرات؛ وقد حقّقت معهُ الشرطة حول سبب تلكَ الزيارات عقبَ اغتيال السفير الروسي. أثارَ شخصيّة مولود الطنطاش الكثير من الجدل؛ بينما رفضت عائلتهُ تسلم جثته حيثُ قال والديه: «نخجلُ منه بسبب جريمة القتل تلك.» دُفن الطنطاش في مقبرة للجثث مجهولة الهويّة.

## تحليلات
أشارت صحيفة نيويورك تايمز إلى أن الدافع المحتمل هو الانتقام لاستهداف سلاح الجو الروسي للمناطق التي يسيطر عليها الثوار في حلب، وعلى الرغم من أنّ معظم التحليلات إن لم يكن ملها ذهبت إلى أنّ الاغتيال هو «عملٌ انتقامي» ضد التدخل العسكري الروسي في حلب كجزء من الحرب الأهلية السورية المستمرة؛ اشتبهَ البعض في ما سمّوهُ «التطرف الإسلامي» أو المشاعر المعادية لروسيا وقالوا إنّها سببٌ للهجوم. تهجّم الرئيس المنتخب للولايات المتحدة دونالد ترامب على القاتل واصفًا إيّاه بـ «الإرهابي الإسلامي المتطرف.» بينما وقال مجلس الدوما «إن المذنبين في هذا الاستفزاز الوحشي سواء من المنفذين أو الذين وجهوا يد «الإرهابي» عبرَ التحريض على كراهية روسيا والكره العرقي والديني والطائفي والتطرف والتعصب يجبُ أن يواجهوا العقاب المستحق.»

## ما بعد العمليّة
في اليوم التالي لعملية اغتيال السفير الروسي؛ اعتقلت السلطات التركية عددًا من أفراد أسرة الطنطاش في مقاطعة أيدين مسقط رأسه كما اعتقلت زميله في أنقرة قبل أن يُفرج عنهم في وقتٍ لاحقٍ. في المُقابل؛ أعلنَ وزير الخارجية الروسي سيرغي لافروف أنه من المقرر أن يصل فريق تحقيقٍ روسيّ إلى تركيا في 20 كانون الأول/ديسمبر للمساعدة في التحقيق.

## ردود الفعل
أدانت العديد من الحكومات ورؤساء الدول الهجوم وقدموا تعازيهم لعائلة كارلوف وضحايا إطلاق النار الآخرين؛ وكذلك فعلوا للشعب الروسي. على الرغم من أن داعش لم تعلن مسؤوليتها عن الاغتيال؛ إلا أن مؤيديها احتفوا بما جرى. في سياقٍ آخر؛ قالت الصحفيّة القطرية إلهام بدر «اقتباس مضمن»، بينما أثار الكاتب غيرش كونتسمان من نيويورك ديلي نيوز انتقادات عندما قارن اغتيال كارلوف باغتيال الدبلوماسي النازي إرنشت فوم راث على يدِ الطالب اليهودي هيرشل غرينزبان قائلًا: «لقد تحقّقت العدالة.» طلبت وزارة الخارجية الروسية لاحقًا اعتذارًا من صحيفة نيويورك ديلي نيوز في أعقاب نشر المقال. أمّا النائب الأوكراني فولوديمير باراسيوك المشهور بخطابه الأوروميداني فقد وصفَ قاتل السفير الروسي بأنه «بطل». استضافت قناة الجزيرة عددًا من الضيوف إبّان عملية الاغتيال لتحليلِ ما حصل وذهب الكثير منهم إلى القول بأن مقتل أندريه كارلوف مبررًا بسببِ سفك الدماء الذي ساهمت به بلاده روسيا في الحرب الأهلية السورية.

### رد الفعل التركي
قال الرئيس التركي رجب طيب أردوغان في رسالةٍ بالفيديو «إن العلاقات التركية الروسية مهمّة للمنطقة وأن الذين يهدفون إلى الإضرار بالعلاقات لن يحققوا أهدافهم» مضيفًا أن «اتفقتُ أنا وبوتين على أن اغتيال سفير روسيا في أنقرة على يدِ مسلح كان عملًا استفزازيًا لهؤلاء الذين يتطلعون إلى الإضرار بعلاقات بلادنا.» تعهدت وزارة الخارجية التركية بألّا تدخر جهدًا حتى لا تدع هذا الهجوم يُلقي بظلاله على «الصداقة التركية الروسية»، فيما أعلنَ وزير الخارجية التركي مولود جاويش أوغلو أنه سيتم تسمية الشارع الذي تتواجدُ فيه السفارة الروسية باسمِ السفير.

### رد الفعل الروسي

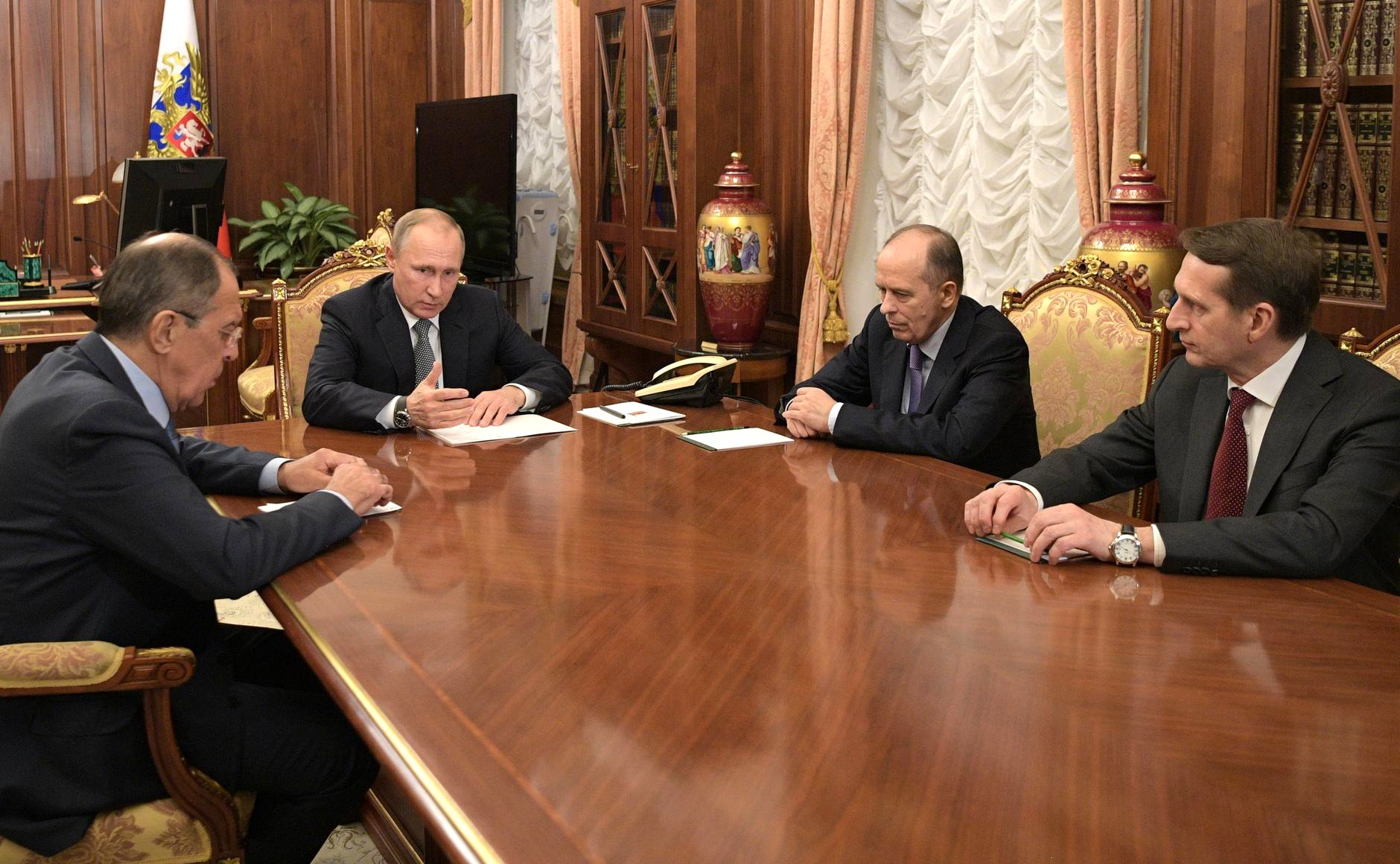
الرئيس الروسي فلاديمير بوتين يناقش التدابير المُفترض اتخاذها بعد عمليّة الاغتيال

قالت المتحدثة باسم وزارة الخارجية الروسية ماريا زاخاروفا: ««الإرهاب» لن يمر ... سنقاتلها بشكلٍ حاسمٍ»، فيمَا صرّح الرئيس فلاديمير بوتين بأنه يعتقد «أن الجريمة كانت بلا شك استفزازًا يهدفُ إلى إفساد تطبيع العلاقات الروسية التركية وإفساد عملية السلام السورية التي تدفعها روسيا وتركيا وإيران وغيرهم» كما أمر بتشديد الإجراءات الأمنية في السفارات الروسية في جميع أنحاء العالم؛ وذكر أنه «يتعيّن علينا أن نعرف من الذي يوجه «يد القاتل».»